# Marcelo Figueras
Marcelo Figueras (Buenos Aires, 1962) è uno scrittore, sceneggiatore giornalista argentino.

## Biografia
Nato nel 1962 a Buenos Aires, dove tuttora risiede, ha vissuto alcuni anni a Barcellona.
Prima di esordire nella narrativa, si è occupato prevalentemente di giornalismo, lavorando per periodici argentini come El periodista e Clarín e spagnoli come Planeta Humano e il quotidiano El País.
È autore di saggi, racconti per ragazzi e romanzi, due dei quali tradotti in italiano. Kamchatka in particolare gli è valso il Premio Scanno nel 2014.
Parallelamente all'attività di scrittore ha affiancato quella di sceneggiatore con all'attivo sei pellicole spesso in coppia con il regista Marcelo Piñeyro.

## Opere principali

### Romanzi
- El muchacho peronista (1992)
- El espía del tiempo (2002)
- Kamchatka (2003), Roma, L'asino d'oro, 2014 traduzione di Gina Maneri ISBN 978-88-6443-197-0.
- La batalla del calentamiento (2006)
- Gus Weller rompe el molde (2007)
- El año que viví en peligro (2007)
- Aquarium (2009), Roma, L'asino d'oro, 2015 traduzione di Gina Maneri ISBN 978-88-6443-312-7.
- El rey de los espinos (2014)
- El negro corazón del crimen (2017)

### Saggi
- Jim Morrison: una plegaria Americana (2009)

## Filmografia
- Plata quemada (2000) regia di Marcelo Piñeyro (sceneggiatura)
- Kamchatka (2002) regia di Marcelo Piñeyro (soggetto e sceneggiatura)
- Peligrosa obsesión (2004) regia di Raúl Rodríguez Peila (sceneggiatura)
- Rosario Tijeras (2005) regia di Emilio Maillé (sceneggiatura)
- Las viudas de los jueves (2009) regia di Marcelo Piñeyro (sceneggiatura)
- ¡Atraco! (2012) regia di Eduard Cortés

## Alcuni riconoscimenti
- 2001: Asociación de Cronistas Cinematográficos de la Argentina: migliore sceneggiatura non originale per Plata quemada
- 2003: Cartagena Film Festival: migliore sceneggiatura originale per Kamchatka
- 2014: Premio Scanno sezione letteratura